# Листнати мъхове
Листнати мъхове (Bryophyta) е отдел, включващ около 10 хиляди вида дребни растения, обикновено с височина 1 – 10 cm. Те най-често растат събрани в гъсти туфи на влажни или сенчести места. Листнатите мъхове нямат цветове или семена, а простите им листа скриват тънките стъбла.
Листнатите мъхове са неваскуларни растения. Традиционно в отдел Bryophyta са включвани всички видове мъхове, но днес се смята, че такава група е парафилетична и чернодробните (Hepaticophyta) и рогоспорангиевите мъхове (Anthocerotophyta) са отделени в самостоятелни отдели. Листнатите мъхове се отличават от тях по ясното разграничение между листа и стебло, както и по многоклетъчните ризоиди. Размножаването е полово, като при различните видове антеридиите и архегониите могат да бъдат разположени на едно и също растение или на различни индивиди.

## Класове
- Andreaeopsida
- Bryopsida
- Polytrichopsida
- Sphagnopsida – Торфени мъхове